# Droga ludzi
Droga ludzi – jedenasty album zespołu Skaldowie, a zarazem jedna z płyt z tryptyku „Znicz olimpijski”, przygotowywanego na Igrzyska Olimpijskie w Moskwie w 1980 r.

## Krótki opis
Na tryptyk oprócz Drogi ludzi składały się Na brzegu światła Budki Suflera i Żagiel Ziemi Breakoutu. Początkowo zamiast Skaldów w projekcie miał wziąć udział zespół SBB. Autorem muzyki jest lider Skaldów – Andrzej Zieliński, teksty zaś napisał Stanisław Cejrowski, pod pseudonimem Piotr Trojka. Muzyka zawarta na tym albumie zawiera zapożyczenia z folkloru rosyjskiego, piękne ballady, a nawet bluesa. „Droga ludzi” jest ostatnią płytą nagraną przez zespół przed rozpadem. Następną nagrali dziewięć lat później, po reaktywacji.

## Lista utworów
Strona A
| 1. | „Cisza przed burzą” (Andrzej Zieliński – Piotr Trojka)     | 2.43  |
|    |                                                            |       |
| 2. | „Nie przypuszczałem” (Andrzej Zieliński – Piotr Trojka)    | 4.05  |
|    |                                                            |       |
| 3. | „Przed walką” (Andrzej Zieliński – Piotr Trojka)           | 2.04  |
|    |                                                            |       |
| 4. | „Olimpijczycy na start” (Andrzej Zieliński – Piotr Trojka) | 2.41  |
|    |                                                            |       |
| 5. | „Unoszę ten ciężar” (Andrzej Zieliński – Piotr Trojka)     | 4.26  |
|    |                                                            |       |
|    |                                                            | 15:59 |
|    |                                                            |       |
Strona B
| 1. | „Mówią o nim” (Andrzej Zieliński – Piotr Trojka)            | 4.27  |
|    |                                                             |       |
| 2. | „Znicz olimpijski” (Andrzej Zieliński – Piotr Trojka)       | 4.04  |
|    |                                                             |       |
| 3. | „Pięć szybujących kółek” (Andrzej Zieliński – Piotr Trojka) | 3.01  |
|    |                                                             |       |
| 4. | „Tysiąc metrów do mety” (Andrzej Zieliński – Piotr Trojka)  | 2.22  |
|    |                                                             |       |
| 5. | „Ten medal” (Andrzej Zieliński – Piotr Trojka)              | 2.05  |
|    |                                                             |       |
|    |                                                             | 15:59 |
|    |                                                             |       |

## Skład zespołu
- Andrzej Zieliński – piano Fendera, organy Hammonda, syntezator Yamaha, śpiew
- Jacek Zieliński – skrzypce, trąbka, śpiew
- Konrad Ratyński – gitara basowa, śpiew
- Jerzy Tarsiński – gitara
- Jan Budziaszek – perkusja

oraz:
- Zespół wokalny Alibabki
- Józef Gawrych – instrumenty perkusyjne